# کیتا-کو، هاماماتسو
کیتا-کو، هاماماتسو (به لاتین: Kita-ku, Hamamatsu) یک منطقهٔ مسکونی در ژاپن است که در هاماماتسو واقع شده‌است. کیتا-کو ۲۹۵٫۵۹ کیلومترمربع مساحت و ۹۴٬۳۳۴ نفر جمعیت دارد.